# Прапор Пісків (Золочівський район)
Прапор Пісків — офіційний символ села Піски, Золочівського району Львівської області, затверджений 21 липня 2006 року рішенням сесії Лешнівської сільської ради.
Автор — А. Гречило.

## Опис
Квадратне полотнище, що складається з трьох вертикальних смуг — жовтої, синьої та жовтої (співвідношення їхніх ширин рівне 3:2:3), посередині біжить до древка червоний заєць.

## Зміст
Жовте поле вказує на назву села та його розміщення на піщаних ґрунтах, синя смуга символізує річку Слонівку, а заєць уособлює місцеві природні багатства.